# Wrzecionko nerwowo-mięśniowe

Wrzecionko nerwowo-mięśniowe

Wrzecionko nerwowo-mięśniowe – receptor czucia głębokiego (proprioreceptor). Pojedyncze wrzecionko składa się z 2–10 cienkich komórek mięśniowych – miocytów. Miocyty te nazwano miocytami intrafuzalnymi i podzielono na dwie grupy, które różnią się ułożeniem jąder, średnicą i długością komórek mięśniowych (miocytów). Są to receptory typu tonicznego, oznacza to, iż przy stałym obciążeniu danego mięśnia częstotliwość wyładowań jest stała. Wzrost rozciągnięcia tego mięśnia zwiększa częstotliwość wyładowań, natomiast zwiększenie obciążenia zwiększa liczbę receptorów wyładowujących się. Wrzecionko posiada bardzo niski próg pobudliwości, ponieważ już obciążenie mięśnia masą 1–2 g wywołuje utrzymujące się wyładowanie wrzecionek. Wrzecionka ułożone są równolegle do miocytów ekstrafuzalnych (pozawrzecionkowych, inaczej włókien roboczych mięśnia szkieletowego). Wrzecionko otacza torebka łącznotkankowa, która po obu stronach przyczepia się do śródmięsnej miocytów ekstrafuzalnych. Obwodowe części miocytów, w przeciwieństwie do tych położonych w środkowej części wrzecionka, są poprzecznie prążkowane i mają zdolność kurczenia się.

## Podział miocytów intrafuzalnych
- miocyty z woreczkiem jąder – ok. 1–3 w pojedynczym wrzecionku nerwowo-mięśniowym
- miocyty z łańcuszkiem jąder – krótsze i o mniejszej średnicy niż miocyty z woreczkiem jąder, ok. 3–9 w pojedynczym wrzecionku nerwowo-mięśniowym

## Unerwienie wrzecionka nerwowo-mięśniowego
Unerwienie aferentne (czuciowe):
- Grube włókna nerwowe dośrodkowe, typu Ia: po przejściu przez torebkę tracą osłonkę mielinową i kończą się w środkowej części wrzecionka (na odcinku z jądrami) w postaci zakończeń pierścieniowo-spiralnych (pierwotnych), występują w obydwu typach miocytów.
- Cieńsze włókna dośrodkowe, typu II: kończą się zakończeniami w postaci „wiązanki kwiatów” (wtórnymi). Umiejscowione są obwodowo (na odcinkach prążkowanych miocytów), występują jedynie w miocytach z łańcuszkiem jąder.

Unerwienie eferentne (ruchowe):
- Cienkie włókna nerwowe odśrodkowe, typu A-gamma: kończą się płytkami ruchowymi na miocytach intrafuzalnych w częściach obwodowych (z poprzecznym prążkowaniem). Dzielimy je na dwa typy:
  - włókna odśrodkowe gamma-dynamiczne – tworzą synapsę na puli mniejszych miocytach z torebką jąder,
  - włókna odśrodkowe gamma-statyczne – tworzą synapsę na miocytach z łańcuszkiem jąder i pewnej puli większych miocytów z torebką jąder.